# Singly na prvním místě v roce 2007 (USA)
Seznam singlů, které obsadily první místo v Billboard Hot 100 v roce 2007.
| Období        | Píseň                              | Umělec                                                |
| ------------- | ---------------------------------- | ----------------------------------------------------- |
| 6. ledna      | "Irreplaceable"                    | Beyoncé                                               |
| 13. ledna     | "Irreplaceable"                    | Beyoncé                                               |
| 20. ledna     | "Irreplaceable"                    | Beyoncé                                               |
| 27. ledna     | "Irreplaceable"                    | Beyoncé                                               |
| 3. února      | "Irreplaceable"                    | Beyoncé                                               |
| 10. února     | "Irreplaceable"                    | Beyoncé                                               |
| 17. února     | "Irreplaceable"                    | Beyoncé                                               |
| 24. února     | "Say It Right"                     | Nelly Furtado                                         |
| 3. března     | "What Goes Around... Comes Around" | Justin Timberlake                                     |
| 10. března    | "This Is Why I'm Hot"              | Mims                                                  |
| 17. března    | "This Is Why I'm Hot"              | Mims                                                  |
| 24. března    | "Glamorous"                        | Fergie featuring Ludacris                             |
| 31. března    | "Glamorous"                        | Fergie featuring Ludacris                             |
| 7. dubna      | "Don't Matter"                     | Akon                                                  |
| 14. dubna     | "Don't Matter"                     | Akon                                                  |
| 21. dubna     | "Give It to Me"                    | Timbaland featuring Nelly Furtado a Justin Timberlake |
| 28. dubna     | "Give It to Me"                    | Timbaland featuring Nelly Furtado a Justin Timberlake |
| 5. května     | "Girlfriend"                       | Avril Lavigne                                         |
| 12. května    | "Makes Me Wonder"                  | Maroon 5                                              |
| 19. května    | "Makes Me Wonder"                  | Maroon 5                                              |
| 26. května    | "Buy U a Drank (Shawty Snappin')   | T-Pain featuring Young Joc                            |
| 2. června     | "Makes Me Wonder"                  | Maroon 5                                              |
| 9. června     | "Umbrella"                         | Rihanna featuring Jay-Z                               |
| 16. června    | "Umbrella"                         | Rihanna featuring Jay-Z                               |
| 23. června    | "Umbrella"                         | Rihanna featuring Jay-Z                               |
| 30. června    | "Umbrella"                         | Rihanna featuring Jay-Z                               |
| 7. července   | "Umbrella"                         | Rihanna featuring Jay-Z                               |
| 14. července  | "Umbrella"                         | Rihanna featuring Jay-Z                               |
| 21. července  | "Umbrella"                         | Rihanna featuring Jay-Z                               |
| 28. července  | "Hey There Delilah"                | Plain White T's                                       |
| 4. srpna      | "Hey There Delilah"                | Plain White T's                                       |
| 11. srpna     | "Beautiful Girls"                  | Sean Kingston                                         |
| 18. srpna     | "Beautiful Girls"                  | Sean Kingston                                         |
| 25. srpna     | "Beautiful Girls"                  | Sean Kingston                                         |
| 1. září       | "Beautiful Girls"                  | Sean Kingston                                         |
| 8. září       | "Big Girls Don't Cry"              | Fergie                                                |
| 15. září      | "Crank That (Soulja Boy)"          | Soulja Boy Tell 'Em                                   |
| 22. září      | "Crank That (Soulja Boy)"          | Soulja Boy Tell 'Em                                   |
| 29. září      | "Stronger"                         | Kanye West                                            |
| 6. října      | "Crank That (Soulja Boy)"          | Soulja Boy Tell 'Em                                   |
| 13. října     | "Crank That (Soulja Boy)"          | Soulja Boy Tell 'Em                                   |
| 20. října     | "Crank That (Soulja Boy)"          | Soulja Boy Tell 'Em                                   |
| 27. října     | "Crank That (Soulja Boy)"          | Soulja Boy Tell 'Em                                   |
| 3. listopadu  | "Crank That (Soulja Boy)"          | Soulja Boy Tell 'Em                                   |
| 10. listopadu | "Kiss Kiss"                        | Chris Brown featuring T-Pain                          |
| 17. listopadu | "Kiss Kiss"                        | Chris Brown featuring T-Pain                          |
| 24. listopadu | "Kiss Kiss"                        | Chris Brown featuring T-Pain                          |
| 1. prosince   | "No One"                           | Alicia Keys                                           |
| 8. prosince   | "No One"                           | Alicia Keys                                           |
| 15. prosince  | "No One"                           | Alicia Keys                                           |
| 22. prosince  | "No One"                           | Alicia Keys                                           |
| 29. prosince  | "No One"                           | Alicia Keys                                           |